# Maria Göppertová-Mayerová
Maria Göppertová-Mayerová (28. června 1906 Katovice, Polsko, tehdy Německo – 20. února 1972 San Diego, Kalifornie, USA) byla americká fyzička německého původu.
V roce 1963 obdržela jako druhá žena po Marii Curie-Skłodowské Nobelovu cenu za fyziku za svůj výzkum atomového jádra. Při studiu atomového jádra objevila magická čísla a podala jejich vysvětlení pomocí slupkového modelu jádra.

## Život

### Mládí a studium
Narodila se v Katovicích, nyní patřících Polsku, jako jediné dítě svých rodičů. Když jí byly 4 roky, rodina se přestěhovala do Göttingenu, kde její otec získal místo profesora pediatrie na tamní prestižní univerzitě. Otec byl Marii podle vlastních slov vždy blízký, zejména proto, že byl vědec. Kromě toho byl také přednostou dětské kliniky. Matka byla učitelkou hudby a jazyků.
V Göttingenu vychodila střední školu a nastoupila na soukromou vysokou školu vedenou sufražetkami, která měla za cíl připravit dívky ke studiu na skutečných univerzitách. Po jejím zrušení v roce 1924 úspěšně složila maturitu v Hannoveru a následně udělala přijímací zkoušky na univerzitu v Göttingenu.
Na univerzitu nastoupila v roce 1924, nejprve studovala matematiku, kterou ve 20. letech 20. století z důvodu nedostatku učitelů tohoto předmětu studovala řada dívek. Jednou z jejích profesorek byla i Emmy Noetherová. Po třech letech se ale začala zajímat o fyziku poté, co se zúčastnila semináře Maxe Borna o kvantové mechanice. Pod jeho vedení získala v roce 1930 doktorský titul. Ve své disertační práci navrhla zásadní myšlenku možné absorpce dvou fotonů jádrem atomu.  Ve 30. letech se zdálo nemožné tuto myšlenku ověřit, avšak pozdější vývoj laserů dovolil tuto hypotézu prokázat, když byla roku 1961 pozorována dvoufotonová excitace v krystalu europia.  Za tento zásadní příspěvek po ní byla pojmenována jednotka průřezu dvoufotonové absorpce. 

### Spojené státy
Na počátku roku 1930 se vdala za amerického chemika Josepha Mayera, jednoho z asistentů fyzika Jamese Francka. Krátce nato se manželé přestěhovali do USA, kde Joseph získal místo profesora chemie na Univerzitě Johnse Hopkinse v Baltimore. Maria profesorské místo nezískala, byla ale přijata jako asistentka, měla tedy přístup k vědeckému vybavení a rovněž vyučovala několik kurzů. S manželem a Karlem Ferdinandem Herzfeldem pracovala na aplikacích kvantové mechaniky v chemii, mřížkové teorii krystalů a statistické mechanice. Několikrát navštívila Německo, kde spolupracovala s Maxem Bornem. V roce 1933 se však k moci dostala NSDAP a mnoho akademiků včetně Borna a Francka ztratilo práci. V roce 1933 získala americké občanství. Manželé Mayerovi měli dvě děti, dceru Marii Annu (*1933) a syna Petra Conrada (*1938).
Roku 1937 přišel její muž Joseph o místo na univerzitě Johnse Hopkinse z neznámých důvodů, spekulovalo se o nepřátelském vztahu děkana k ženám na katedře přírodních věd a také o nepřátelském vztahu k německým vědcům. Oba byli v roce 1939 přijati na Kolumbijskou univerzitu, Joseph jako profesor, Maria opět jako asistentka. Přestěhovali se do New Yorku. V letech 1942 až 1945 přednášela také na Sarah Lawrence College nedaleko New Yorku.
Ve třicátých letech Maria napsala několik prací z teorie krystalové mřížky a statistické mechaniky, které byly zveřejněny v amerických a německých vědeckých časopisech. Spolu se svým manželem vydala v roce 1940 knihu Statistical Mechanics. 

### Projekt Manhattan
V rámci svého působení na Kolumbijské univerzitě se zapojila do Projektu Manhattan, když spolupracovala s Haroldem Ureyem. Jejich cílem bylo najít způsob jak oddělit potřebný uran-235 od přírodního uranu, tvořeného převážně izotopem 238. Zkoumali tedy chemické a termodynamické vlastnosti hexafluoridu uranu a možnost separace fotochemickou reakcí. Ve 40. letech 20. století byla tato možnost neproveditelná, později s laserovými technologiemi se začala používat.
V únoru byl její muž poslán do Tichomoří, proto nakrátko opustila New York a odešla do Los Alamos, ale brzy se vrátila, když se i její manžel vrátil z války v červenci roku 1945.

### Chicagská univerzita

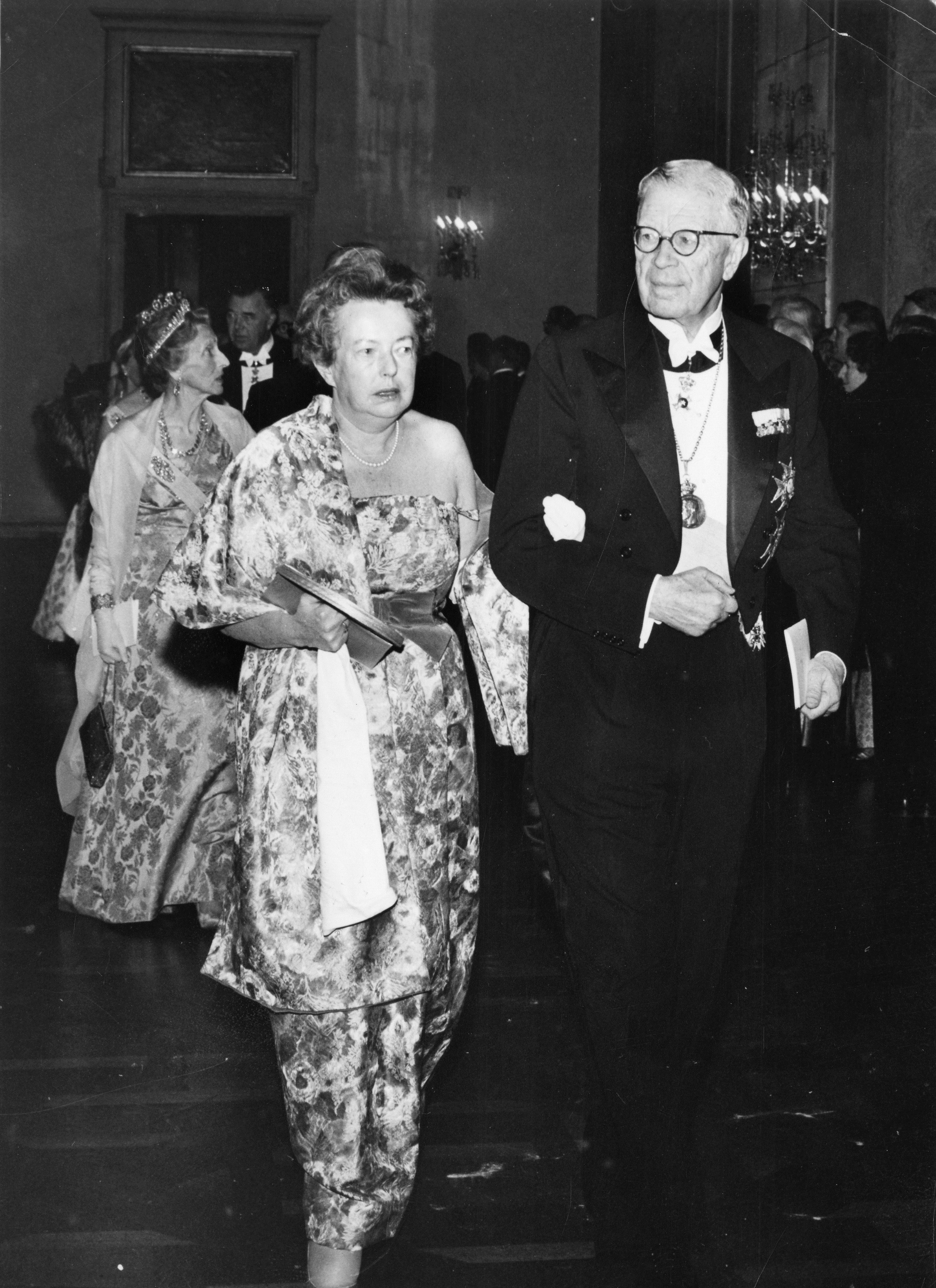
Maria Goeppert-Mayerová se švédským králem Gustavem Adolfem při společenském večeru během udílení Nobelových cen (1963)

Enrico Fermi ji požádal o prozkoumání valenčních orbitalů dosud neobjevených transuranových prvků. Ukázalo se, že tvoří novou sérii podobnou vzácným zeminám. V roce 1946 získali manželé Mayerovi profesorská místa na Chicagské univerzitě, kde Maria vyučovala v Ústavu Enrica Fermiho. Získala rovněž částečný úvazek v Argonne National Laboratory jako vedoucí teoretické skupiny. Zkoumala například problém kritičnosti tekutým kovem chlazeného jaderného reaktoru. S Edwardem Tellerem tam pracovala na původu prvků.

#### Slupkový jaderný model
V pozdních 40. letech vyvinula takzvaný slupkový model atomového jádra, ve kterém byly nukleony distribuovány ve slupkách s různými energetickými hladinami. Tento model vysvětluje, proč určitý počet nukleonů v jádře vede k zvlášť vysoké stabilitě tohoto jádra. Tato čísla nazval Eugene Paul Wigner jako magická, jsou to čísla 2, 8, 20, 28, 50, 82 a 126. Maria moderními matematickými metodami teorie grup vytvořila nové klasifikační schéma pro atomová jádra a jejich nejdůležitější vlastnosti. Své výzkumy publikovala v letech 1948–1950 v časopise Physical Review.
Na tom samém problému pracovali ve stejné době rovněž němečtí vědci J. Hans D. Jensen, Otto Haxel a Hans Suess, kteří dospěli ke stejným výsledkům a publikovali je již v roce 1949.  Následně s nimi Maria navázala spolupráci a v roce 1955 s Jensenem vydala společné dílo Elementary Theory of Nuclear Shell Structure. Za tento objev získali Maria Goeppert-Mayerová, Hans Jensen a Eugene Paul Wigner v roce 1963 Nobelovu cenu za fyziku.
V roce 1950 byla zvolena členkou korespondentkou Heidelberské akademie věd a humanitních věd. V roce 1956 byla zvolena členkou Národní akademie věd Spojených států. 

### Závěr života
Roku 1960 byla jmenována řádnou profesorkou na nově založeném kampusu Kalifornské univerzity v San Diegu, kde vedla katedru fyziky. Krátce po příjezdu utrpěla mrtvici, přesto ještě několik let pokračovala ve výuce a práci. V roce 1964 byla zvolena do Americké filozofické společnosti a o rok později do Americké akademie umění a věd. 
Zemřela 20. února 1972 na následky infarktu z předchozího roku. Je pohřbena na hřbitově El Camino Memorial Park v San Diegu.
Je po ní pojmenována Cena Marie Goeppert-Mayerové, kterou od roku 1986 každoročně uděluje Americká fyzikální společnost vynikající fyzičce v prvních letech její kariéry. Její jméno má kráter na Venuši o průměru asi 35 km. V roce 1996 byla uvedena do Národní ženské síně slávy. 